# Lacertoides pardalis
Lacertoides pardalis là một loài thằn lằn trong họ Scincidae. Loài này được Sadlier, Shea & Bauer miêu tả khoa học đầu tiên năm 1997.